# 新丹尼利夫卡 (梅利托波爾區)
46°38′38″N 35°0′12″E / 46.64389°N 35.00333°E
新丹尼利夫卡（烏克蘭語：Новоданилівка），又按俄语名译为新丹尼洛夫卡，是位於烏克蘭東南部的村莊，由扎波羅熱州梅利托波爾區的亞基米夫卡市鎮負責管轄。該村始建於1860年，面積6.9平方公里，海拔高度31米，2001年人口2,070，人口密度每平方公里299.8人。